# Glades County
Glades County är ett administrativt område i delstaten Florida, USA, med 12 884 invånare. Den administrativa huvudorten (county seat) är Moore Haven. 

## Geografi
Enligt United States Census Bureau har countyt en total area på 2 555 km². 2 004 km² av den arean är land och 551 km² är vatten. 

### Angränsande countyn
- Highlands County, Florida - nord
- Okeechobee County, Florida - nordöst
- Martin County, Florida - öst
- Palm Beach County, Florida - sydöst
- Hendry County, Florida - syd
- Lee County, Florida - sydväst
- Charlotte County, Florida - väst
- DeSoto County, Florida - nordväst